# Шкабой Вікторія Володимирівна
Вікторія Володимирівна Шкабой (нар. 3 лютого 1986, Кіровоград, Українська РСР) — українська письменниця, поетеса, журналістка, майстриня-вишивальниця. Працює в жанрі психологічна проза, жіночий роман.

## Біографія
Народилася 3 лютого 1986 року в м. Кіровоград. У 14 років захворіла на цукровий діабет першого типу.
У 2003 році вступила до Кіровоградського державного педагогічного університету ім. В.Винниченка  на факультет філології та журналістики, який закінчила 2008 року. Дописувала до газети «Молодіжне перехрестя», працювала журналісткою в газетах «Кіровоградська правда» і «Ведомости-плюс».
2011—2019 рр. — кореспондентка обласної газети «Народне слово». Там же публікувалися поезія та мала проза.
У 2008 р. здобула перемогу в конкурсі на кращий літературний еротичний твір «Квітка персика» (перше місце у номінації «Коротка проза» та друге — в номінації «Поезія»).
У 2018 р. стала переможницею літературного конкурсу «Хмарочос» (під творчим псевдонімом Квітослава Росінчук). Вірші опубліковані в електронному журналі «Штопор».
У 2021 році посіла друге місце у Міжнародному молодіжному літературному конкурсі «Гранослов» у номінації «Проза» з романом «Солодко, токсично, туманно».
У 2022 році збірка (чотири повісті, одне оповідання) «#elisabethtown» отримала відзнаку журі на літературному конкурсі «Смолоскип».
У видавництві «Видавничий дім „Кондор“» вийшли романи «Солодка, токсичко, туманно» та «Вглиб Кароліни».

## Мистецькі заходи
2017 — Майстер-клас з виготовлення оберега.
2021 — Виставка вишитих робіт у Музеї мистецтв (м. Кропивницький).

## Громадська позиція
Виступає за інклюзивне суспільство, феміністка.
У своїх творах порушує питання токсичних стосунків, прийняття себе, руйнує стереотипи щодо людей із цукровим діабетом.

## Твори
- Шкабой Вікторія. Солодко, токсично, туманно: роман. Київ: Видавничий дім «Кондор», 2023. 248 с.[11]
- Шкабой Вікторія. Вглиб Кароліни: роман. Київ: Видавничий дім «Кондор», 2023. 312 с.[12]
- Шкабой Вікторія. Чому Меліса?: роман. Київ: Видавничий дім «Кондор», 2023. 244 с.[13]